# Joseph Bamina
Joseph Bamina (* 15. März 1927 in Busangana, Ruanda-Urundi; † 16. Dezember 1965 in Muramvya, Burundi durch Hinrichtung) war ein burundischer Politiker der Union für den nationalen Fortschritt UPRONA (Union pour le Progrès national), der unter anderem von 1965 bis 1966 Premierminister des Königreichs Burundi war.

## Leben
Joseph Bamina war ein Angehöriger der Volksgruppe der Hutu, der Bevölkerungsmehrheit in Burundi, und besuchte von 1937 bis 1945 das Mugera Seminar. Daraufhin begann er 1945 ein Studium der Philosophie und Theologie am Universitätszentrum (Centre universitaire) in Kisantu, welches er 1950 beendete. Anschließend fungierte er zwischen 1950 und 1954 als Territorialagent in der Provinz Muhinga und wurde daraufhin 1954 Mitarbeiter im Stab von König (Mwami) Mwambutsa IV. Bangiriceng in Kitega. 1960 war er Beobachter auf der Belgisch-Kongo-Konferenz in Brüssel. Nach der Autonomie im Januar 1961 wurde er in der provisorischen Regierung von Premierminister Joseph Cimpaye zum Staatssekretär im Finanzministerium berufen und war dort engster Mitarbeiter von Finanzminister Léopold Biha. Bei der Wahl im September 1961 wurde er als Kandidat der Union für den nationalen Fortschritt UPRONA (Union pour le Progrès national) zum Mitglied der Nationalversammlung (Assemblée Nationale du Burundi) gewählt und übernahm den Posten als Staatssekretär im Finanzministerium auch nach dieser Wahl in der Regierung von Premierminister Prinz Louis Rwagasore. Nachdem er im Oktober 1961 dieses Amt niedergelegt hatte, wurde er stattdessen Kabinettschef des Königs und bekleidete diese Funktion bis Juni 1963.
Er war Mitglied des Politbüros der UPRONA und wurde am 14. September 1962 Präsident des Nationalkomitees der UPRONA. Anfang 1963 galt er als möglicher Nachfolger des Präsidenten der Nationalversammlung, Thaddée Siryuyumunsi, unterlag diesem aber bei der Wahl zum Parlamentspräsidenten im Mai 1963 mit nur zwei Stimmen. Im Dezember 1963 wurde bekannt, dass neben dem „offiziellen“ Nationalkomitee der UPRONA unter seiner Präsidentschaft noch ein weiteres „provisorisches“ Nationalkomitee unter dem Vorsitz von Paul Mirerekano gebildet wurde. 1963 wurde er zudem Mitglied des Stadtrates von Kitega. Im Januar 1964 gehörte er zu einer Gruppe von Mitgliedern der Nationalversammlung, die in einem Brief an die westlichen Botschaften diesen eine angebliche Einmischung in die inneren Angelegenheiten Burundis vorwarfen. Er begleitete im Mai 1964 König Mwambutsa IV. bei dessen Staatsbesuch in die USA.
Er vertrat zunächst radikale, später politisch gemäßigte Positionen und kritisierte die Annäherung Burundis an die Kommunistische Partei Chinas (KPCh) sowie die Unterstützung der Rebellen während der Kongo-Krise. Nach der Ermordung von Premierminister Pierre Ngendandumwe am 15. Januar 1965 übernahm er am 26. Januar 1965 als Nachfolger des kommissarischen Premierministers Pié Masumbuko das Amt als Premierminister des Königreichs Burundi. Die Ernennung Baminas wurde als Zeichen dafür gewertet, dass der König auf eine Umkehr oder zumindest Abschwächung der Unterstützung der Rebellen im Kongo sowie der Annäherung an die KPCh bedacht war. Ferner war die Ernennung auch eine Beschwichtigung gegenüber dem zunehmenden Druck durch die Bevölkerungsmehrheit der Hutus. Das Kabinett wurde paritätisch mit Ministern der Hutus und Tutsi besetzt, wobei sich mit dem Vize-Premierminister, dem Außenminister Joseph Mbazumutima, dem Sozialminister und dem Minister für Telekommunikation noch vier Minister im Kabinett befanden, die den bisherigen Pro-China- und Pro-Kongorebellen-Kurs unterstützten. Es gelang Bamina jedoch nicht, die politische Situation zu stabilisieren. Vielmehr suchten extremistische Tutsi-Politiker während einer Europareise des Königs im März 1965 wieder eine Annäherung an das kommunistische Lager.
Bei den Wahlen am 10. Mai 1965 erlangten zwar die Hutu mit 70 Prozent die Parlamentsmehrheit, jedoch erklärte König Mwambutsa IV. am 14. September 1965 die Errichtung einer Absoluten Monarchie und ernannte mit Léopold Biha am 30. September 1965 einen Vertreter der Bevölkerungsminderheit der Tutsi als Nachfolger von Bamina zum Premierminister. Im Anschluss wurde er am 30. September 1965 Präsident des Senats (Sénat) und bekleidete dieses Amt bis zu seiner Hinrichtung am 16. Dezember 1965.